# Broomfield (Colorado)
Broomfield is een plaats (city) in de Amerikaanse staat Colorado, en valt bestuurlijk gezien onder Adams County, Boulder County, Jefferson County en Weld County.

## Demografie
Bij de volkstelling in 2000 werd het aantal inwoners vastgesteld op 38.272.
In 2006 is het aantal inwoners door het United States Census Bureau geschat op 45.116, een stijging van 6844 (17,9%).

## Geografie
Volgens het United States Census Bureau beslaat de plaats een oppervlakte van
71,1 km², waarvan 70,2 km² land en 0,9 km² water.

## Plaatsen in de nabije omgeving
De onderstaande figuur toont nabijgelegen plaatsen in een straal van 16 km rond Broomfield.